# Sophus Black
Sophus Marius Black, (2. maj 1882 i Marstal - 22. december 1960 i Nivå) var en dansk telegrafbestyrer og kunstsamler. 
Sophus Black blev født i Marstal, Danmark. Black blev ansat efter eksamen i 1900 i Det Store Nordiske Telegraf-selskab og umiddelbart derefter blev han udstationeret i London. Derefter var han i 29 år fra 1902 til 31, stationeret i Kina, først i Shanghai, så fra 1907 i Peking, hvor han fra 1919 fungerede som leder af blandt andet selskabets station i Hongkong. Sophus Black blev tidligt optaget af kinesisk kultur. Han lærte sproget, levede efter skikkene i landet, forstod og respekterede kinesisk mentalitet og begyndte at samle på fremtrædende kinesisk kunst og antikviteter.
I 1915 giftede han sig med Minna Dich, som var guldsmed. Sammen samlede de kinesisk kunst og antikviteter og da de vendte tilbage til Danmark i 1931,  donerede han mange stykker fra sin kunstsamling til Nationalmuseet.
Sophus Black var mangeårigt medlem af Eventyrernes Klub.
En bog om Sophus Blacks liv og færden udarbejdet af historikeren Karsten Hermansen blev udgivet af Marstal Søfartsmuseum efteråret 2015. 
Titlen er "Den danske Darduse".